# アト゜イ
アト゚イ（Atuy、本名：豊岡征則（とよおか まさのり）、1945年11月18日 – ）は、アイヌ人実業家・作曲家・作詞家。別名はサンニョアイノ（考える人）、愛称はポンニー（小さな木の人）という。
「アト゚イ」は、「アトゥイ」と書くこともできるが、本人は「ト゚」を使った表記を一貫して使っている。

## 人物・略歴

### おいたち
1945年（昭和20年）、北海道釧路支庁白糠町生まれ。アイヌ人が多く住む集落で育ち、アイヌ人のアイデンティティを持つ。母はアイヌ人、父は非アイヌ人だがアト゚イ出生前に姿を消した。小学生の頃には漁船に下働きとして乗り組み、櫓のこぎ方もそこで覚えた。アイヌの出自のために和人の子供から差別を受けることに我慢できず、小学校に通うのをやめた。
10代後半から、納豆売りや廃品回収を行う。ギターの腕前を上げ、17歳頃からは海外旅行を繰り返し、世界のいろいろな民族と出会うようになる。1974年（昭和49年）、ペルーを旅行中、当時、赤塚不二夫のマネージャーだった横山孝雄と知り合い、その後、横山を仲介として赤塚とも親交をむすんだ。

### ドライブイン開業
1980年（昭和55年）に釧路支庁弟子屈町の屈斜路湖畔にドライブイン「丸木舟」を開業、民宿もかねて営業を始めた。展望風呂やシアター、アイヌルームなど設備も充実化がはかられている。

### 「モシリ」設立
1981年（昭和56年）、「アイヌ詞曲舞踊団モシリ」（代表:シノッチャキ房恵）を設立し、ミュージックデザイナーとして作詞・作曲を手がける。アイヌ人メンバーによる音楽および舞踊ということで、注目が集まった。「アイヌ詞曲舞踊団モシリ」は、1991年（平成3年）9月26日に『筑紫哲也 NEWS23』に30分間登場して全国的知名度を得て、テレビ出演や全国公演および海外公演を果たしている。アト゚イ本人の特集番組も、1995年（平成7年）4月14日に、NHK教育テレビで、「マイライフ 自然とともに人間らしく～アイヌ文化継承者 豊岡征則」という題で実現している。

## 出演番組
アイヌ詞曲舞踊団モシリ公式サイト「モシリのおもな活動と報道」によれば、以下のような番組に出演している。
- 「筑紫哲也 NEWS23」 TBS 1991年9月26日 1992年12月21日
- 「昼どき日本列島」 NHK総合 1992年9月23日
- 「マイライフ～自然とともに人間らしく～アイヌ文化継承者 豊岡征則～」 NHK教育 1995年4月14日[9]
- 「人間マップ」 NHK総合 1995年11月15日
- 「こころの時代」 NHK教育 2001年11月4日

## 歴史・教育活動への貢献
1982年（昭和57年）、アイヌ語研究家・片山龍峯とともに、当時、北海道アイヌ協会の有力者だった椎久堅市、小川佐助、森久吉、文字常太郎にインタビューを申し込み、その会談記録を北海道ウタリ協会が出版した『アイヌ史 資料編3』に収録した。
それによれば、1947年（昭和22年）の春に椎久ら4名はGHQ（連合国軍最高司令官総司令部）第九軍団司令部に呼び出され、ジョセフ・スウィング少将と会見し、アイヌ民族に日本から独立する意志があるかを打診されたという。椎久たちは独立する意志はなく｢日本国民として祖国の再建に尽くす｣旨を答えると、少将はこれに対し、独立運動など起こさず日本人と対立しないよう釘をさした。
この｢終戦秘話｣といってもよい事実は、戦後40年以上たった1989年（平成元年）1月13日付『朝日新聞』に掲載されている。
2012年（平成24年）には、北海道釧路明輝高等学校で行われているアイヌ学の授業に講師として招かれ、アイヌの歴史と文化について講義している。

## 作品

### 本
- 『アト゚イ 俺は魂をデザインする』北海道新聞社、2002年4月。ISBN 9784894531987。

### 作詞・作曲
- みんなの地球（1988年）

歌:神崎ゆう子・子門真人＆杉並児童合唱団
編曲:松山祐士